# (74121) 1998 QT53
1998 كيو تي 53 (ويعرف أيضًا باسم (74121) 1998 كيو تي 53 وفق تسمية الكوكب الصغير) (بالإنجليزية: 1998 QT53)‏ هو كويكب ضمن حزام الكويكبات؛ وترتيبه 74121 من حيث الاكتشاف.
اكتُشف هذا الجُرم الفلكي بواسطة Frank B. Zoltowski ‏ في 28 أغسطس 1998.

## وصلات خارجية
- (74121) 1998 QT53 في قاعدة بيانات مختبر الدفع النفاث لأجرام النظام الشمسي الصغيرة

- الاكتشاف · مخطط المدار ·  العناصر المدارية · المعلمات المادية

- (74121) 1998 QT53 على موقع ويكي سكاي: DSS2, SDSS, GALEX, IRAS, Hydrogen α, X-Ray, Astrophoto, Sky Map, Articles and images